# 加斯汀·柯羅寧
加斯汀·柯羅寧（英語：Justin Cronin，1962年—）是一位美國作家。他共寫了五本小說，分別是瑪麗和奧尼爾(Mary and O'Neil)、夏季的客人(The Summer Guest)、末日之旅三部曲(The Passage)。他已經贏得了筆會／海明威獎及斯蒂芬·克萊恩獎。加斯汀出生並成長於新英格蘭，畢業於哈佛大學和愛荷華作家工作坊。1992至2005年期間，他在費城的La Salle大學教授，後來他與他的妻子和孩子搬到休斯敦，在萊斯大學教授英語。